# Bavois
Bavois je obec v západní (frankofonní) části Švýcarska, v kantonu Vaud, v okrese Jura-Nord vaudois. V roce 2017 žilo v obci 926 obyvatel.

## Historie
Obec je poprvé zmiňována v letech 1200 jako Bavoies. Do konce roku 1996 byla obec součástí okresu Orbe, od roku 1997 se stala částí nového okresu Jura-Nord vaudois.

## Poloha
Katastr obce je situována po obou stranách švýcarské dálnice A9 (evropské silnice E23) mezi Yverdon-les-Bains a Lausanne. Bavois leží západně od dálnice. Kromě vlastní obce Bavois je součástí municipality i osada Les Bordes (Bavois-dessus) a víska Le Courdray. Sousedí s obcemi Chavornay, Penthéréaz, Goumoëns, Oulens-sous-Échallens, Éclépens, Orny, Pompaples a Arnex-sur-Orbe.

## Demografie
V roce 2000 hovořilo 93,0% obyvatel obce francouzsky. Ke švýcarské reformované církvi se ve stejném roce hlásilo 60,9% obyvatel, k církvi římskokatolické 18,0% obyvatel.

## Zajímavosti
Hlavní památkou obce je renesanční hrad. V obci působí fotbalový klub FC Bavois, který v sezóně 2018/19 hrál 3. nejvyšší švýcarskou soutěž.